# Wulong
Wulong (букв. «дракон, що танцює») —  рід мікрорапторів з ранньокрейдової (аптської) формації Цзюфотан у Китаї. Знайдені включають рештки одного майже повного скелета, в якому відсутні тільки деякі ребра. Збереглися також відбитки оперення. Це була незріла особина приблизно однорічного віку. 
Описано один вид — Wulong bohaiensis.

## Опис
Пропорційно довгий хвіст вулонга приблизно вдвічі довший за тіло самої тварини. Скелет має порожнисті кістки.
Довгий, вузький череп вулонга великий у співвідношенні з тілом — він в 1,15 раза перевищує довжину стегнової кістки. Його тонкі щелепи наповнені дрібними та гострими зубами. Легка за будовою передщелепна кістка дорсовентрально відносно коротка для дромаеозаврида його розміру. У більшості дромеозаврів квадратно-вилична кістка має Т-подібну форму, але у вулонга ця кістка крихітна і має Г-подібну форму. Висхідний відросток має близько 6 мм заввишки, а виличний — 5 мм завдовжки.